# Разъезд 667 км
Разъезд 667 км — раздельный пункт в Воронежской области на железнодорожной линии Грязи — Поворино Елецкого отделения Юго-Восточной железной дороги, между станциями Борисоглебск и Грибановка.
Расстояние до станций: Грязи-Воронежские — 197 км, Поворино — 40 км.
Обслуживает подъезд к Базе хранения ракетно-артиллерийского вооружения Воронеж-45.